# Cytherelloidea venusta
Cytherelloidea venusta is een mosselkreeftjessoort uit de familie van de Cytherellidae. De wetenschappelijke naam van de soort is voor het eerst geldig gepubliceerd in 1880 door George Stewardson Brady.